# Литвиненко, Василий Тимофеевич
Васи́лий Тимофе́евич Литвине́нко (1900—1960) — новатор колхозного производства, председатель колхоза «Родина» Марьинского района Донецкой области УССР.
Дважды Герой Социалистического Труда (1948, 1958).

## Биография
Родился 1 января 1900 года (20 декабря 1899 по старому стилю) в селе Зоряное Марьинского района Донецкой области.
С 1946 по 1960 годы работал председателем колхоза «Родина» Марьинского района Донецкой области. Под руководством В. Т. Литвиненко колхоз стал одним из передовых хозяйств на Украине. В 1954—1960 годах колхоз был ежегодным участником ВСХВ и ВДНХ, награждён дипломом 1-й степени за получение в 1954 году средних удоев 4230 кг молока (от 360 коров).
Участник Великой Отечественной войны, член КПСС с 1948 года. Депутат Верховного Совета СССР 4—5-го созывов. Делегат XVIII—XXI-го съездов КП Украины.
Умер 15 октября 1960 года и похоронен там же, где родился.

## Награды
- Дважды Герой Социалистического Труда:
  - 16.02.1948 — за «получение высоких урожаев пшеницы, ржи, кукурузы и сахарной свёклы в 1947 году».
  - 26.02.1958 — за успехи в развитии сельского хозяйства.
- Награждён 2 орденами Ленина, орденом Красной Звезды, медалями, а также медалями ВСХВ, в том числе большой золотой медалью.

## Память
- На родине В. Т. Литвиненко установлен бронзовый бюст.[1]
- В Государственном архиве Донецкой области хранятся документы, касающиеся В. Т. Литвиненко: его фотография, записные книжки, дневник, письма Сталину, Хрущеву и другие.